# بوریس مارتوس
بوریس میکایلویچ مارتوس (به اوکراینی: Борис Миколайович Мартос)‏ (زاده ۲۰ مه ۱۸۷۹ – درگذشته ۱۹ سپتامبر ۱۹۷۷) یک سیاست‌مدار اهل اوکراین بود. وی از ۹ آوریل ۱۹۱۹ تا ۲۷ اوت ۱۹۱۹ نخست‌وزیر اوکراین بود. بوریس مارتوس در ۱۹ سپتامبر ۱۹۷۷، در سن ۹۸ سالگی درگذشت.